# Xystrota semisgnata
Xystrota semisgnata är en fjärilsart som beskrevs av Paul Dognin 1906. Xystrota semisgnata ingår i släktet Xystrota och familjen mätare. Inga underarter finns listade i Catalogue of Life.